# ABVD
ABVD — общепринятая в онкогематологии аббревиатура (акроним) для режима химиотерапии, заменившего ныне считающиеся устаревшими режимы COPP и MOPP для лечения лимфогранулематоза.
Режим ABVD применяется при лечении лимфогранулематоза как терапия первой линии выбора, особенно при терапии ранних стадий и при отсутствии неблагоприятных факторов риска (при поздних стадиях и при наличии неблагоприятных факторов риска BEACOPP оказывается эффективнее), а также у больных, которым противопоказано применение BEACOPP из-за его большей токсичности (пожилой возраст, плохое общее соматическое состояние) или у больных, которые желают максимально сохранить репродуктивную функцию, пусть и ценой некоторого (в общем-то приемлемого) снижения эффективности химиотерапии по сравнению с BEACOPP.

## Режим дозирования
Циклы химиотерапии ABVD обычно повторяются каждые 28 дней, при этом в каждом цикле пациент получает 2 дозы химиотерапии — на 1-й и на 15-й дни цикла. Все 4 химиопрепарата, входящих в протокол ABVD, вводятся внутривенно. На Западе химиотерапия ABVD обычно назначается амбулаторно, то есть не требует госпитализации.
Стандартные дозы химиопрепаратов в 28-дневном протоколе ABVD следующие:
| Лекарство                   | Доза      | Путь введения        | Дни цикла  |
| --------------------------- | --------- | -------------------- | ---------- |
| Доксорубицин — (A)driamycin | 25 мг/м2  | Внутривенно болюсно  | Дни 1 и 15 |
| Блеомицин — (B)leomycin     | 10 IU/м2  | Внутривенно болюсно  | Дни 1 и 15 |
| Винбластин — (V)inblastine  | 6 мг/м2   | Внутривенно болюсно  | Дни 1 и 15 |
| Дакарбазин — (D)acarbazine  | 375 мг/м2 | Внутривенная инфузия | Дни 1 и 15 |

Приведенные выше дозировки даны в соответствии с моделью дозирования по площади поверхности тела.
Некоторые специалисты считают, что эффективность дакарбазина при лимфогранулематозе не доказана, и поэтому применяют ABV (без дакарбазина).

## Курс лечения
Общее количество курсов химиотерапии ABVD зависит от стадии заболевания, наличия неблагоприятных прогностических факторов и от того, насколько хорошо (или плохо) пациент переносит этот режим химиотерапии. Так, при ранних стадиях лимфогранулематоза рекомендуется 4 курса химиотерапии ABVD (иногда возможно применение 2-3 курсов плюс лучевая терапия), при поздних, продвинутых — 6-8 курсов. Введение очередной дозы может быть отложено, если у пациента развивается выраженная лейкопения, тромбоцитопения или другие неприемлемые побочные эффекты.

## Побочные эффекты
Побочные эффекты ABVD можно разделить на острые (возникающие во время химиотерапии) и отсроченные (возникающие через месяцы или годы после завершения химиотерапии). Отсроченные побочные эффекты приобрели особое значение, поскольку многие пациенты, прошедшие лечение лимфомы Ходжкина, излечиваются и могут рассчитывать на долгую жизнь после завершения химиотерапии.

### Острые побочные эффекты
- Выпадение волос, или алопеция, является довольно распространённым, но не универсальным побочным эффектом ABVD. Выпавшие волосы возвращаются через несколько месяцев после завершения химиотерапии.
- При ABVD могут возникать тошнота и рвота, хотя методы лечения тошноты и рвоты, вызванных химиотерапией (CINV — chemotherapy induced nausea and vomiting), значительно улучшились (см. раздел «Поддерживающая терапия» ниже).
- Низкие показатели крови или миелосупрессия случаются примерно в 50 % случаев при ABVD. Иногда для предотвращения миелосупрессии используются факторы роста[англ.] клеток крови (см. раздел «Поддерживающая терапия» ниже). Показатели крови часто проверяются во время химиотерапии. Любая лихорадка или признак развивающейся инфекции подлежат оперативной оценке; тяжелые инфекции могут быстро развиться у человека с низким количеством лейкоцитов, вызванным химиотерапией.
- Аллергические реакции, возникающие на блеомицин. Нередко перед первым раундом ABVD пациентам вводится небольшая тестовая доза блеомицина для выявления тех, кто могут быть аллергиками.
- Невропатия: периферическая невропатия, вызванная химиотерапией (CINP — chemotherapy-induced peripheral neuropathy), прогрессирующее и продолжительное покалывание, онемение, сильная боль и повышенная чувствительность к холоду, начинающаяся с рук и ног, а иногда затрагивающая руки и ноги[1].

### Отсроченные побочные эффекты
- Бесплодие, вероятно, нечасто встречается при ABVD. Несколько исследований показали, что, хотя количество сперматозоидов у мужчин уменьшается во время химиотерапии, оно возвращается к норме после завершения ABVD[2][3][4]. У женщин уровень фолликулостимулирующего гормона оставался нормальным во время приёма ABVD, что свидетельствует о сохранённой функции яичников. Независимо от этих данных, варианты фертильности (например, криоконсервация спермы, криоконсервация ооцитов, криоконсервация эмбрионов) следует обсудить с онкологом перед началом терапии ABVD.
- Лёгочная токсичность или токсическое повреждение лёгких может возникнуть при использовании блеомицина при ABVD, особенно в тех случаях, когда при лечения лимфомы Ходжкина совместно с химиомиотерпией проводится так же и лучевая терапия грудной клетки. Эта токсичность развивается через несколько месяцев или лет после завершения химиотерапии и обычно проявляется кашлем и одышкой. Высокие концентрации кислорода, часто  используемые в хирургии, могут спровоцировать повреждение лёгких у пациентов, получавших блеомицин, даже годы спустя. Часто для оценки повреждения лёгких, связанного с применением блеомицина, проводятся обследования функции лёгких. В одном исследовании было обнаружено повреждение лёгких блеомицином у 18 % пациентов, получавших ABVD при лечении болезни Ходжкина[5]. Ретроспективные анализы поставили под сомнение необходимость применения блеомицина[6]; однако на данный момент он остаётся стандартной частью ABVD.
- Кардиотоксичность, или токсическая кардиомиопатия, может быть поздним побочным эффектом доксорубицина (Adriamycin). Возникновение кардиотоксичности, ассоциированной с доксорубицином, связано с общей пожизненной дозой доксорубицина и резко возрастает у людей, получивших кумулятивную дозу более 400 мг/м2. Почти все пациенты, проходящие лечение по схеме ABVD, получают меньшую дозу (для 6 курсов ABVD кумулятивная доза доксорубицина составляет 300 мг/м2); поэтому кардиотоксичность, связанная с доксорубицином, очень редко встречается при ABVD.
- Вторичные злокачественные новообразования. Пациенты, излечившиеся от лимфомы Ходжкина, остаются в группе повышенного риска развития других (вторичных) видов рака. Лейкозы, связанные с лечением, редко встречаются при ABVD, особенно по сравнению с MOPP[7]. Однако одно исследование показало, что риск возникновения вторичных видов рака составляет 28 % через 25 лет после лечения лимфомы Ходжкина, хотя большинство пациентов в этом исследовании лечились химиотерапией MOPP, а не ABVD[2]. Многие из этих вторичных видов рака были раком лёгких или раком груди (у женщин), что подчёркивает важность отказа от курения, а так же проведения регулярных профилактических обследований после завершения лечения. Лучевая терапия и химиотерапия, вероятно, играют роль в развитии этих вторичных злокачественных новообразований; точный вклад химиотерапии, такой как ABVD, может быть трудно определить.

## Поддерживающая терапия
Поддерживающая терапия направлена на предотвращение или лечение побочных эффектов химиотерапии ABVD, а также помощь людям в прохождении химиотерапии с минимальным дискомфортом.

### Противорвотные средства
Значительные успехи в разработке противорвотных или препаратов от тошноты были достигнуты в начале XXI века. Пациентам часто назначают комбинацию антагонистов рецепторов 5-HT3 (например, ондансетрон), кортикостероидов и бензодиазепинов перед химиотерапией для предотвращения тошноты. Эти лекарства также эффективны после развития тошноты, как и фенотиазины. Чувствительность каждого человека к тошноте и рвоте различна. В целом, хотя пациенты часто испытывают лёгкую или умеренную тошноту, сильная тошнота или рвота при ABVD встречаются редко.

### Факторы роста крови
Факторы роста крови — это лекарства, которые стимулируют костный мозг производить больше клеток крови определённого типа. Обычно используются гранулоцитарный колониестимулирующий фактор (G-CSF) и эритропоэтин. Эти препараты иногда используются с ABVD для предотвращения нейтропении (низкого количества лейкоцитов) и анемии, связанной с химиотерапией, хотя их использование не является универсальным.

## Отслеживание объективного ответа на терапию
По окончании курса ABVD рекомендуется повторное проведение КТ и ПЭТ с 18-фтордезоксиглюкозой для оценки качества ремиссии, эффективности терапии и необходимости в дальнейшей терапии (химиотерапии другой линии или лучевой терапии). Промежуточная ПЭТ (после 2-3-4 курсов ABVD) может позволить оценить степень химиочувствительности опухоли и дать более точный прогноз заболевания, но пока не используется для планирования изменения в дальнейшей терапии (за исключением клинических испытаний).